# Dinklageodoxa scandens
Dinklageodoxa scandens ist die einzige Art der Pflanzengattung Dinklageodoxa innerhalb der Familie der Trompetenbaumgewächse (Bignoniaceae). Sie ist Der ein Endemit in Liberia und kommt nur nahe Monrovia vor.

## Beschreibung

### Vegetative Merkmale
Dinklageodoxa scandens ist eine Liane. Die Sprossachsen sind kahl. Die gegenständig angeordneten Laubblätter sind unpaarig fiedrig zusammengesetzt. Die Blattspreite besteht aus ein bis zwei Paaren von Fiederblättchen. Die Fiederblättchen sind bei einer Länge von 7 bis 18 Zentimetern und einer Breite von 2,5 bis 6 Zentimetern lang-elliptisch.

### Generative Merkmale
Die endständigen Blütenstände sind Thyrsen, die Tragblätter und zehn bis zwanzig Blüten enthalten. Der Blütenstiel ist 7 bis 9 Millimeter lang.
Die zwittrigen Blüten sind fünfzählig mit doppelter Blütenhülle. Die fünf Kelchblätter sind glockenförmig verwachsen. Die röhrig bis glockenförmige Krone ist weiß, die Basis ist an der Außenseite lilafarben und an der Innenseite mit purpurfarbenen Linien und Punkten versehen; sie ist zweilippig. Die vier Staubblätter stehen nicht über die Krone hinaus. Die Staubbeutel sind kahl und besitzen zwei gerade geformte Theken. Es ist ein Staminodium vorhanden. Der Diskus ist eiförmig. Der oberständige Fruchtknoten ist elliptisch, kahl und enthält eine Vielzahl an Samenanlagen.
Reife Früchte dieser Art sind unbekannt.

## Vorkommen
Der Endemit Dinklageodoxa scandens kommt nur nahe Monrovia in Liberia vor. Dort wächst er als Liane in Bäumen der küstennahen Savannen.

## Systematik
Die Gattung Dinklageodoxa wurde 1962 mit der Erstbeschreibung der Art Dinklageodoxa scandens durch Hermann Heino Heine und Noel Yvri Sandwith in A New Genus of Bignoniaceae from Liberia in Kew Bulletin, Volume 16, Issue 2, Seiten 223–226 (Figur 1 und 2) aufgestellt. Der Gattungsname Dinklageodoxa ehrt den deutschen Kaufmann Max Julius Dinklage (1864–1935), der Pflanzen in Liberia sammelte. Das Artepitheton scandens bedeutet „kletternd“. Synonyme für Dinklageodoxa scandens Heine & Sandwith sind: Kigelia dinklagei Aubrév. & Pellegr., Dinklageanthus volubilis Melch. ex Dinkl. & Mildbr.
Dinklageodoxa scandens ist die einzige Art der Gattung Dinklageodoxa, die zur Tribus Tecomeae innerhalb der Familie Bignoniaceae gehört.